# باله‌کشیده
باله‌کشیده (نام علمی: Plesiopidae) نام یک تیره از راسته سوف‌ماهی‌سانان است.